# Conrad Patzig

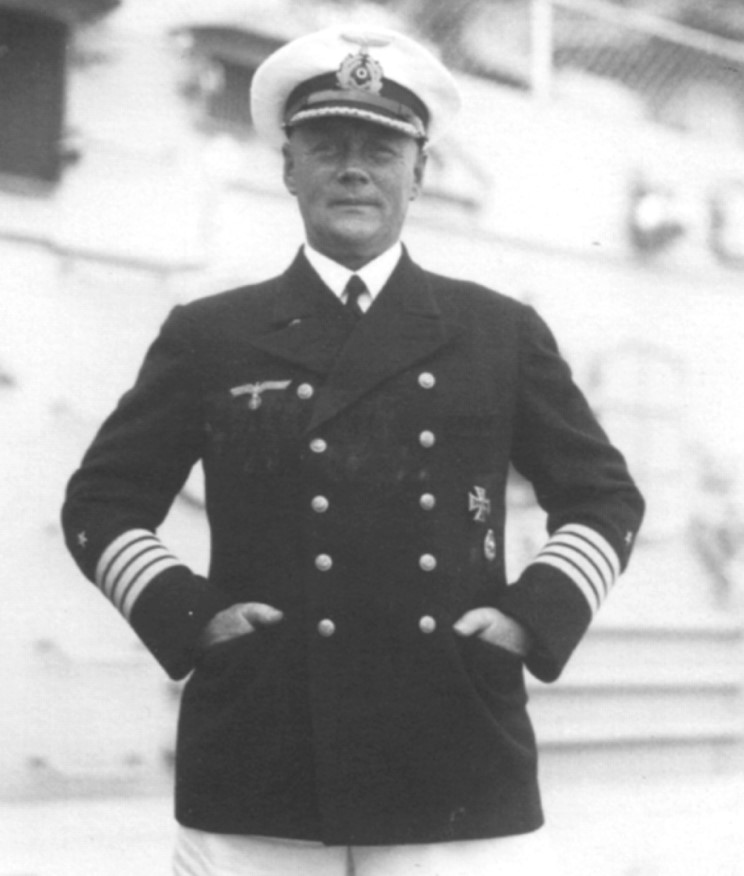
Konrad Patzig

Conrad Patzig (* 24 de mayo de 1888 en Marienburg; † 1 de diciembre de 1975 en Hamburgo) fue un marino alemán que llegó a almirante en la Segunda Guerra Mundial.

## Vida
Patzig ingresó en la Marina Imperial alemana el 3 de abril de 1907 como guardiamarina y realizó su formación a bordo del crucero-fragata SMS Stein y en la Escuela Naval, donde el 21 de abril de 1908 ascendió a alférez de fragata y tras terminarla exitosamente fue destinado el 1 de octubre de 1909 al navío de línea SMS Nassau. Allí ascendió el 28 de septiembre de 1910 al rango intermedio de Leutnant zur See y el 27 de septiembre de 1913 a alférez de navío. Tres días después terminó su servicio a bordo del buque y Patzig fue destinado a la Sección de Artillería Naval de Kiau-Chau. Cuando llegó a la concesión colonial en China, fue allí oficial de compañía.
Cuando estalló la Primera Guerra Mundial se le asignó a Patzig además el mando de una batería de la Fortaleza y tras la capitulación de la colonia el 8 de noviembre de 1914 fue hecho prisionero de guerra por los japoneses, que no lo soltaron hasta el 22 de enero de 1920. Durante el viaje de regreso a Alemania con los restos de su unidad, Patzig fue ascendido el 30 de enero de 1920 a teniente de navío y posteriormente admitido en la Armada de la República de Weimar (Reichsmarine). En ella fue primero ayudante y el 8 de abril de 1921 lo destinaron a la Oficina de Bremen. Del 18 de septiembre de 1922 al 14 de septiembre de 1924 Patzig estuvo destinado a bordo del crucero ligero Berlín como piloto de altura. Luego fue consejero de la Inspección de Enseñanza de la Armada, puesto en el que el 1 de abril de 1926 ascendió a capitán de corbeta. El 24 de octubre de 1927 se le asignó durante un año el mando de la 1.ª Sección de la División de Instrucción Naval del Báltico en Kiel, pasando luego también por un año como oficial de navegación al navío de línea Schleswig-Holstein.
El 17 de octubre de 1929 Patzig fue nombrado jefe del Servicio Secreto (Abwehrabteilung) del Ministerio de Defensa en Berlín, puesto en el que el 1 de octubre de 1931 ascendió a capitán de fragata y el 6 de junio de 1932 fue nombrado Director de Departamento. Ya como capitán de navío (desde el 1 de octubre de 1933), Patzig se despidió el 2 de enero de 1935 del Servicio de Inteligencia.
Puesto a disposición del Comandante de la Estación Naval del Mar del Norte, Patzig recibió el 28 de febrero de 1935 el destino de comandante del navío de línea Schleswig Holstein, que dejó en octubre, cuando se le asignó a la unidad de instrucción de la tripulación del acorazado de bolsillo Admiral Graf Spee. Después del alistamiento del buque, Patzig fue su comandante hasta el 1 de octubre de 1937 y con él desarrolló, entre otras, misiones de seguridad naval durante la Guerra Civil Española.
Desde principios de octubre de 1937 Patzig fue destinado al Mando Supremo de la Armada (Oberkommando der Marine, OKM) como Jefe del Departamento de Personal y el 1 de noviembre de 1937 ascendió a contraalmirante, el 1 de enero de 1940 a vicealmirante y el 1 de abril de 1942 a almirante, quedando desde el 1 de noviembre siguiente a disposición del comandante supremo de la Kriegsmarine, despidiéndose el 31 de marzo de 1943 del servicio activo.
Del 8 de mayo de 1945 al 15 de marzo de 1946 Patzig fue prisionero de guerra de los británicos. En la posguerra, entre agosto de 1955 y noviembre de 1957 trabajó como consejero de la Comisión de Verificación del Personal para la selección de los altos mandos de la nueva armada alemana (Bundesmarine).

## Condecoraciones
- Cruz de Hierro (1914) de 2.ª y 1.ª Clase[1]
- Medalla Colonial[1]
- Cruz de Méritos de Guerra (1939) de 2.ª y 1.ª Clase con Espadas
- Cruz Alemana de Plata el 22 de marzo de 1943